# Rosa Chacel

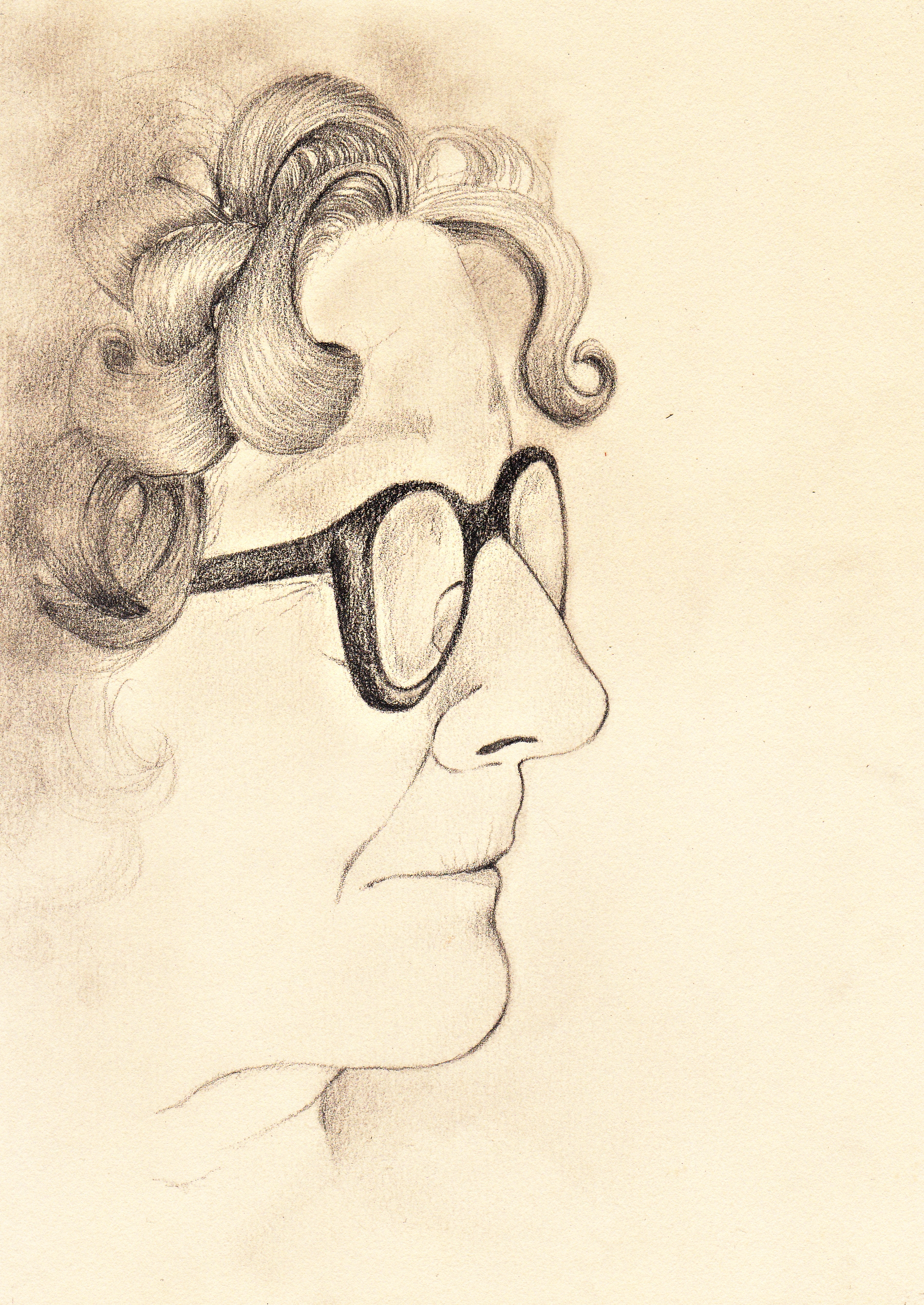
Rosa Chacel

Rosa Chacel Arimón (Valladolid, 3 giugno 1898 – Madrid, 27 luglio 1994) è stata una scrittrice spagnola appartenente alla corrente narrativa della Posguerra, nell'ambito dell'esilio repubblicano spagnolo.

## Biografia
Rosa Clotilde Chacel Arimón nacque a Valladolid il 3 giugno 1898 da una famiglia liberale di classe medio alta. Figlia di Francisco Chacel, amante della letteratura e dell'arte, e pronipote del poeta drammaturgo Zorrilla, Rosa crebbe in un ambiente di ampia cultura letteraria, che le permise di sviluppare una personalità molto indipendente ed una forte autonomia di pensiero. Durante l'infanzia non ricevette alcuna istruzione formale; a causa dei suoi problemi di salute, studiò in casa con la madre, Rosa-Cruz Arimón, una maestra di origine venezuelana.

### Primi anni
Nel marzo del 1908 la famiglia Chacel si trasferì a Madrid nella casa della nonna materna nel barrio de Maravillas, l'attuale Malasaña, a cui Rosa dedicherà un libro omonimo e dove oggi è possibile trovare una targa commemorativa dedicata alla scrittrice, sulla facciata della casa in cui visse fino al 1915. Qui, all'età di circa 11 anni, viene iscritta alla Escuela de Artes y Oficios, per trasferirsi poi alla Escuela del Hogar y Profesional de la mujer che venne inaugurata poco dopo.
Nel 1915 entra nella Real Academia de Bellas Artes de San Fernando dove, seguendo la sua vocazione artistica, inizia a studiare scultura, che abbandonerà però nel 1918. In questo contesto scolastico entra in contatto con i giovani artisti della sua generazione, tra cui il pittore Timoteo Peréz Rubio che diventerà suo marito. Ha inoltre l'opportunità di conoscere una delle grandi figure intellettuali di quell'epoca, il poeta e scrittore Ramón María del Valle-Inclán.

### Carriera e vita
Entrata in accademia, Rosa inizia a frequentare i circoli letterari a cui prendevano parte gli avanguardisti dell'epoca: Café Granja El Henar e El Ateneo de Madrid. Si reca assiduamente in quest'ultimo, utilizzando con frequenza la biblioteca per leggere i grandi classici. Sarà  proprio in questo circolo che svolgerà la sua prima conferenza intitolata “La mujer y sus posibilidades”.
Nel 1919 la scrittrice entra in contatto con il movimento dell'ultraísmo, e nel febbraio 1922 pubblica il suo primo racconto letterario, intitolato Las ciudades, nella rivista del gruppo, Ultra. In questo racconto compaiono alcuni elementi che la scrittrice svilupperà nel suo primo romanzo, Estación. Ida y vuelta, e nelle successive opere: il tema della memoria, del senso di colpa sessuale e della comunicazione. La particolarità di questo romanzo sta nello stile utilizzato: un insieme di flussi di coscienza e trame confuse, che rispecchiano uno stile avanguardista che utilizzerà anche in opere future, e che risente probabilmente delle teorie estetiche di Ortega, per il quale un romanzo non ha bisogno di raccontare una storia, ma deve offrire al lettore un'esperienza sensoriale.
Nel 1922 Rosa e Timoteo si sposano e grazie ad una borsa di studio che quest'ultimo riceve dalla Academia de España, si trasferiscono a Roma, dove rimangono per sei anni. Nel settembre 1927 fanno ritorno in Spagna e si stabiliscono a Madrid. Qui Rosa entra a far parte del circolo di Ortega y Gasset. Il filosofo non sostenne la pubblicazione del suo primo romanzo Estación. Ida y vuelta, ma le propose di collaborare nella Revista de Occidente, nella quale Rosa pubblica due racconti: Chinina Migone (1928) e Juego de las dos esquinas (1929), e il saggio Esquema de los problemas culturales y prácticos del amor (1931). Collabora anche ad un'altra rivista rinomata, La Gaceta literaria, e nel 1930 riesce finalmente a pubblicare il suo primo libro con la casa editrice Ulises. Nello stesso anno nacque suo figlio Carlos, e Ortega le assegna l'incarico di scrivere la biografia di Teresa Mancha, l'amante di José de Espronceda, per la collezione Vidas española e ispanoamericana del Siglo XIX. Il libro, dal titolo di Teresa, verrà pubblicato solo nel 1941 a Buenos Aires.
Nel 1933 la scrittrice, dopo la morte della madre e una profonda crisi matrimoniale, si reca da sola a Berlino, dove si trattiene per sei mesi, per superare la propria crisi creativa. Nella capitale tedesca, in cui i simboli del nazismo cominciavano a imbrattare i muri, Rosa vaga visitando musei, quartieri e biblioteche. Dalla sua permanenza a Berlino nasce la raccolta di sonetti surrealisti: A la orilla de un pozo pubblicata nel 1936 da Manuel Altolaguirre, con un prologo di Juan Ramón Jiménez nella collezione Héroe. Rosa dedica alcuni dei sonetti ai suoi amici (María Zambrano, Luis Cernuda, María Teresa León, Concha Albornoz, Rafael Alberti e Concha Méndez) trasformando l'opera in un'ode all'amicizia.

### Gli anni della Guerra Civile e l'esilio
All'inizio della guerra civile Rosa inizialmente presta aiuto come infermiera in un ospedale, mentre il marito Timoteo nel 1937 viene nominato dal Governo repubblicano Presidente della giunta per la Difesa del Patrimonio Artístico. Quando Madrid viene evacuata Rosa decide di abbandonare la città con il figlio Carlos, e si sposta prima a Barcellona, poi a Valencia, dove trascorre alcuni mesi e pubblica regolarmente articoli per Hora de España. Nel 1937 si reca a Parigi, dove incontra altri artisti, tra cui il  poeta Luis Cernuda, (anch'egli rifugiato) e Norah Borges, illustratrice argentina (sorella dello scrittore Jorge Borges). Nel 1938 si sposta in Grecia, nella casa dello scrittore Nikos Kazantzakis, per poi ricongiungersi con il marito Timoteo a Ginevra, in Svizzera. Durante la permanenza in Svizzera comincia a farsi strada l'idea di andare a vivere in America, e nel 1940, con l'affermazione del fascismo in Europa, questo progetto diventa una necessità. La coppia si trasferisce in Brasile, a Rio de Janeiro. Il 18 aprile del 1940 Rosa inizia a scrivere un diario, su un quaderno nero regalatole dall'amico Máximo José Kahn; per 40 anni registrerà le sue impressioni e i suoi scritti, che verranno pubblicati poi nel 1982 con il titolo Alcancía. Ida y vuelta.
Dopo una permanenza in Brasile, dove Rosa non era riuscita ad integrarsi a causa delle difficoltà linguistiche, la famiglia si trasferisce a Buenos Aires, per evitare che il figlio Carlos dimentichi la lingua materna. Nella capitale argentina Rosa riprende la sua carriera letteraria, stimolata anche dalla vivacità culturale presente nel paese. In Argentina in quel momento stavano nascendo molte nuove case editrici, alcune fondate proprio da esiliati spagnoli, come Gonzalo Losada o Antonio López Llausás, e Rosa riesce a pubblicare con facilità libri e traduzioni. Nel 1941, grazie a Guillermo de Torre e alla casa editrice Nuevo Romance viene pubblicato Teresa, e nel 1945  Memorias de Leticia Valle. La scrittrice collabora anche con alcune delle riviste più importanti di Buenos Aires, in particolare Sur, per la quale scrive ben 23 articoli, nonostante fosse sorte delle tensioni fra lei e la direttrice della rivista. Nel 1960 pubblica il romanzo La sinrazón.
Nonostante questa notevole attività letteraria svolta in Argentina, la vita in esilio non fu facile per Rosa: ebbe problemi economici che provò a risolvere lavorando come traduttrice, e soffrì molto di solitudine. La tristezza, tuttavia, non le fece mai smettere di lavorare. Rosa inoltre, a differenza di altri esiliati della sua generazione, non soffrì mai per il fatto di essere lontana dal suo paese d'origine; piuttosto era amareggiata per il fallimento della Repubblica nel quale aveva molto creduto. Rimase per molti anni in silenzio; le sue opere furono scoperte molto tardi, negli anni sessanta.
Nel 1959, grazie al conseguimento del Guggenheim Fellowship, Rosa Chacel si reca a New York, dove risiederà per due anni, impegnati nella scrittura di un saggio erotico-filosofico, Saturnal, pubblicato nel 1970. In questo periodo stringe amicizia con Victoria Kent, scoprendo il Nouveau roman. Tra il 1963 e il 1973 Rosa vive in Brasile; fa ritorno in Spagna per un breve periodo dal novembre 1961 al maggio 1963, e nel 1970.

### Il ritorno in Spagna
Nel 1977, alla morte del marito, Rosa si stabilisce definitivamente a Madrid. Negli anni di ristabilimento della democrazia in Spagna, vede vede riconosciuta la sua produzione letteraria: vengono alla luce le sue opere, rilascia interviste, vengono realizzati reportage sulla sua vita, si trova al centro dell'attenzione. Gli anni Settanta rappresentano un fertile periodo di creazione artistica: nel 1970 viene dato alle stampe La confesión, l'anno seguente Saturnal  e nel 1976, Barrio de Maravillas. Negli anni '80 la scrittrice è ancora assillata da problemi economici, e accetta di scrivere la sceneggiatura per RTV di una serie basata sul suo romanzo Teresa, che però non vedrà mai la luce. Nel 1981 pubblica il saggio Los títulos e il romanzo Novelas antes de tiempo; negli anni seguenti la trilogia composta da Acrópolis (1984) e Ciencias Naturales (1988), che chiude il cerchio iniziato con Barrio de Maravillas (1976).
Nel 1987 vince il  Premio Nacional de la Letras.
Muore a Madrid il 29 luglio 1994. La sua salma si trova nel sepolcro delle persone illustri nel cimitero El Carmen di Valladolid.

## Opere

### Romanzi
- Estación. Ida y vuelta, 1930, Madrid, Ulises. 1974: Madrid, CVS.
- Teresa, 1941, Buenos Aires, Nuevo Romace.
- Memorias de Leticia Valle, 1945, Buenos Aires, Emecé.
- La Sinrazón, 1960, Buenos Aires, Losada.
- Barrio de Maravillas, 1976, Barcelona, Seix Barral.
- Novelas antes de tiempo, 1981, Barcelona, Bruguera.
- Acrópolis, 1984, Barcelona Seix Barral.
- Ciencias naturales, 1988, Barcelona, Seix Barral.

### Racconti
- Sobre el piélago, 1952, Buenos Aires, Imán
- Ofrenda a una virgen loca, 1961, Méjico, Universidad de Veracruz.
- Icada, Nevda, Diada, 1971, Barcelona, Seix Barral.
- Balaam y otros cuentos, 1989, Relatos infantiles, Barcelona, Mondadori.
- Narrativa Breve, 2003, edizione di Carlos Pérez Chacel e Antonio piedra, Valladolid, Fundación Jorge Guillén (Obra Completa; 7).

### Poesie
- A la orilla de un pozo, 1936, Madrid, Héroe. Prologo di Juan Ramón Jiménez.
- Versos prohibidos, 1978, Madrid, Caballo Griego para la Poesía.
- Poesía (1931-1991), 1992, Barcelona, Tusquets.

### Biografie e articoli
- Desde el amanecer, 1972, Madrid, Revista de Occidente. Autobiografía.
- Timoteo Pérez Rubio y sus retratos del jardín 1980, Madrid, Cátedra
- Autobiografías, 2004, Valladolid, Fundación Jorge Guillén. Obra Completa, vol. 8

### Diari
- Alcancía I. Ida, 1982, Barcelona, Seix Barral. 1994: Barcelona, Plaza&Janés
- Alcancía II. Vuelta, 1982, Barcelona, Seix Barral. 1994: Barcelona, Plaza&Janés
- Alcancía, estación Termini, 1998, Valladolid, Junta de Castilla y León.
- Diarios, 2004, Valladolid, Fundación Jorge Guillén. Opera Completa, vol. 9

### Saggi
- Poesía de la circunstancia. Cómo y porqué de la novela, 1958, Bahía Blanca, Universidad Nacional del Sur (El viento).
- La confesión, 1971, Barcelona, Edhasa. 1980: Barcelona, Edhasa.
- Saturnal, 1972 Barcelona, Seix Barral. 1991: Barcelona, Seix Barral.
- Los títulos, 1981, Barcelona, Edhasa.
- Rebañaduras, 1986, collezione di articoli collezionati da Moisés Mori, Valladolid, Junta de Castilla y León.
- La lectura es secreto, 1989, Gijón, Ediciones Júcar.

### Traduzioni
Rosa Chacel cominciò a tradurre soprattutto per far fronte a problemi economici. Negli anni sessanta, quando questi vennero risolti, smise di tradurre. Nella lista di opere tradotte da Rosa si trovano titoli di autori di lingua inglese, francese, italiana, greca, tedesca e portoghese. Alcune traduzioni vennero intraprese per i legami di amicizia che la univano agli autori, come nel caso di Libertad o muerte di Nikos Kazantzakis o Museo de cámara di Walmir Ayala. Alcune opere teatrali, come Racine e Cocteau vennero tradotte per interesse personale, e continuano ancora oggi ad essere rappresentate nella sua versione tradotta. Per ogni opera scelta si assicurò che fosse di un livello letterario indiscutibile. Del suo lavoro di traduttrice si trova traccia nei suoi diari e in due romanzi, La sinrazón e Ciencias naturales, nei quali le protagoniste sono due traduttrici.
- Albert Camus,  La peste.
- 1952. Jean Cocteau, Reinaldo y Armida, Buenos Aires, Emecé (Teatro del mundo)
- 1955. Christopher Fry, La dama no es para la hoguera, traduzione di Rosa Chacel, Buenos Aires, Editorial Sudamericana
- 1955. Venus observada, traduzione di Rosa Chacel, Buenos Aires, Editorial Sudamericana
- 1957. Nikos Kazantzakis, Libertad o muerte, versione spagnola di Rosa Chacel, Buenos Aires, Carlos Lohlé
- 1957, J.B. Priestley, Edén término; El retamal; Cornelius, traduzione di Rosa Chacel y Vera Macarow, Buenos Aires, Editorial Sudamericana
- 1964. Renato Poggioli, Teoría del arte de vanguardia, traduzione di Rosa Chacel, Madrid, Revista de Occidente
- 1983. Jean Racine, Seis tragedias, traduzione di Rosa Chacel, edizione bilingue, Madrid, Alfaguara. Contiene: Andrómaca; Británico; Berenice; Bayaceto; Fedra; Atalía.

### Opere di Rosa Chacel tradotte in italiano
- Chinina Migone, traduzione di Francesco Tentori Montalto, Roma, Empiria, 1987
- Relazione di un architetto. Racconti, a cura di Francesco Tentori Montalto, Firenze, Sellerio, 1987
- Quartiere di meraviglie, traduzione e note di Nadia Maino, Palermo, Sellerio, 1998, ISBN 88-389-1352-8
- Memorie di Leticia Valle, traduzione e cura di Jenny Laghi, Bologna, CLUEB, 2007, ISBN 978-88-491-2496-5